# Chapakot (Kaski)
Chapakot (nepalski: चापाकोट) – gaun wikas samiti w zachodniej części Nepalu w strefie Gandaki w dystrykcie Kaski. Według nepalskiego spisu powszechnego z 2001 roku liczył on 638 gospodarstw domowych i 3081 mieszkańców (1686 kobiet i 1395 mężczyzn).